# Fenalår

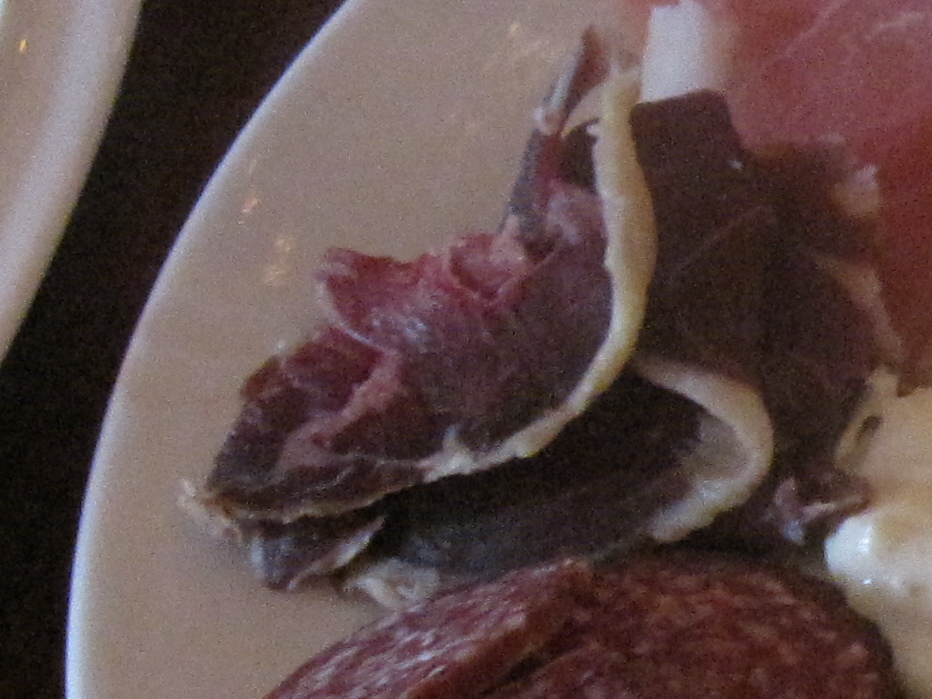
Fenalår

Le fenalår est un mets d'origine norvégienne constitué de gigot d'agneau salé, parfumé au miel et séché. Il peut être acheté entier, en bloc ou en tranches. Il est consommé sur du pain, en particulier pendant la période de Noël. Sa préparation traditionnelle requérait un séchage durant au moins un, voire deux hivers, les pièces les plus recherchées étant âgées de cinq à six ans.